# 女の秘密
『女の秘密』（おんなのひみつ、原題：英語: The Mysterious Lady）は、1928年に製作・公開されたアメリカ合衆国の映画である。

## 概要
第一次世界大戦を題材としたドイツの作家ルートヴィヒ・ヴォルフの小説の映画化であり、フレッド・ニブロが監督、グレタ・ガルボとコンラッド・ネイゲルが主演した。

## キャスト
- ターニャ：グレタ・ガルボ
- カール・フォン・ラーデン：コンラッド・ネイゲル
- ボリス・アレクサンドロフ：グスタフ・フォン・セイファーティッツ

## スタッフ
- 監督：フレッド・ニブロ
- 脚本：ベス・メレディス
- 撮影：ウィリアム・H・ダニエルズ
- 編集：マーガレット・ブース
- 装置：セドリック・ギボンズ
- 衣裳：ギルバート・クラーク